# Bernard d’Espagnat

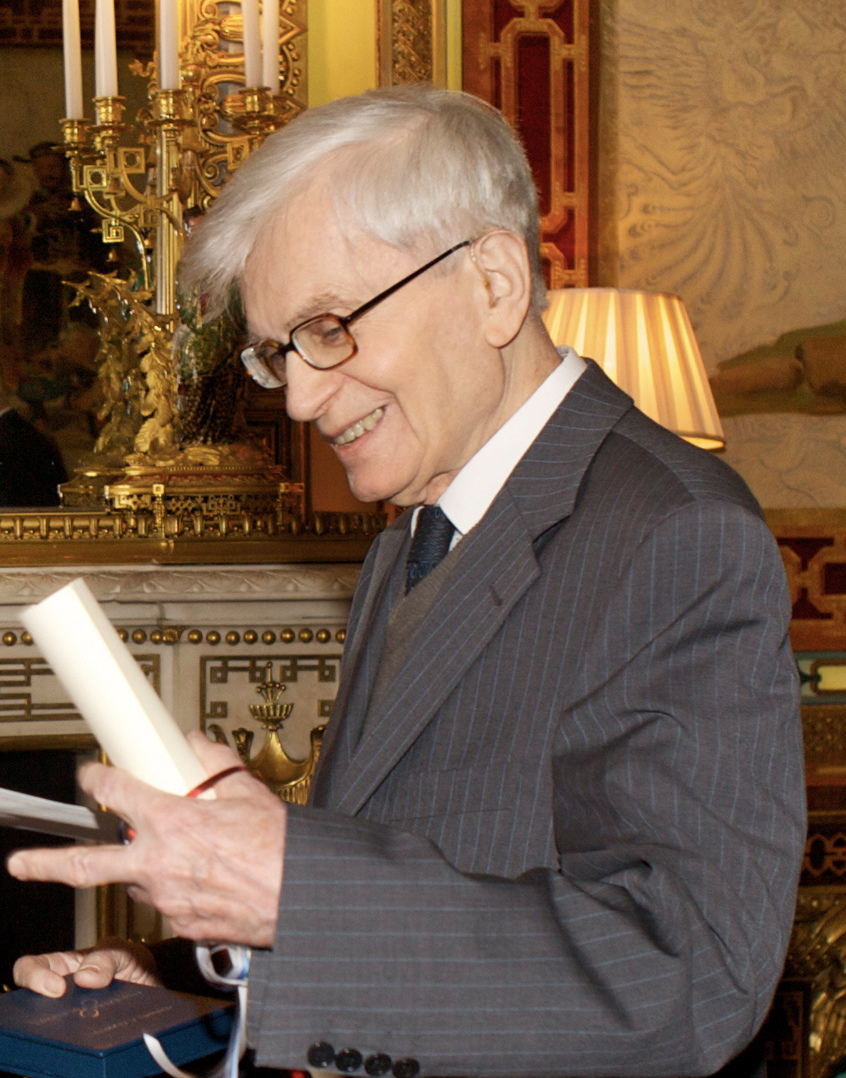
Bernard d’Espagnat (2009)

Bernard d’Espagnat (* 22. August 1921 in Fourmagnac, Département Lot; † 1. August 2015 in Paris) war ein französischer theoretischer Physiker und Wissenschaftsphilosoph, der besonders für seine Arbeiten zu Grundlagen der Quantenphysik und zur Frage nach der Realität bekannt wurde.

## Leben
Bernard d’Espagnat war der Sohn des impressionistischen Malers Georges d’Espagnat (1870–1950), eines Freundes von Auguste Renoir. Er verbrachte den Großteil seiner Jugend in Paris und studierte Physik an der dortigen Ecole Polytechnique und dem Institut Henri Poincaré. Nach der Promotion bei Louis de Broglie war er 1947 bis 1957 wissenschaftlicher Mitarbeiter des Centre National de Recherche Scientifique (CNRS). In dieser Zeit war er 1951/1952 Forschungsassistent bei Enrico Fermi an der University of Chicago und 1953/1954 am neu gegründeten europäischen Kernforschungszentrums CERN in dessen provisorischer Zentrale an dem von Niels Bohr geleiteten Institut für Theoretische Physik in Kopenhagen. Von 1954 bis 1959 gehörte er der Theoriegruppe des CERN in Genf an.
Ab 1959 bis zu seiner Emeritierung 1987 lehrte d’Espagnat an der Pariser Sorbonne und war ab 1980 außerdem Direktor des Labors für Theoretische Physik und Elementarteilchen an der Universität von Paris XI (Orsay). 1977 war er Gastprofessor an der University of Texas in Austin und 1984 an der University of California in Santa Barbara.
Seit 1975 war er Mitglied der International Academy of the Philosophy of Science in Brüssel und seit 1996 der Académie des Sciences Morales et Politiques. 2009 wurde ihm der Templeton-Preis verliehen. Die Auszeichnung ist mit einer Million Pfund (rund 1,08 Millionen Euro) dotiert.

## Aussagen
Er bestreitet das Vorhandensein einer „objektiven Realität“: Das, von dem die Physik handelt, ist nach d'Espagnat nur eine empirische Realität, nicht die sogenannte ontologische Realität, also die „Wirklichkeit, wie sie wirklich ist“. Dabei ist auch die empirische Realität objektiv, aber nur in dem abgeschwächten Sinne, dass jeder Physiker bei vorgegebenem Versuchsaufbau das Gleiche messen wird. Sie ist es aber nicht in jenem landläufigen „starken“ Sinn, dass das Gemessene auch vor oder ohne Messung existiert. Überspitzt gesagt: Der Mond ist nicht da, wenn keiner hinschaut, auch wenn alle, die hinschauen, stets den Mond sehen. (aus dem Interview „Die Realität ist nicht in den Dingen“ in der FAZ vom 2. März 2008).

## Auszeichnungen
- 2009: Templeton Prize for Progress in Religion

## Werke
Bücher
- Grundprobleme der gegenwärtigen Physik („Conceptions de la physique contemporaine. Les interprétations de la mécanique quantique et de la mesure“). Verlag Vieweg, Braunschweig 1971.
- Conceptual Foundations of Quantum Mechanics. neuaufl. Perseus Books, Reading, Mass. 1999, ISBN 0-7382-0104-9 (Nachdr. d. Ausg. New York 1971).
- Auf der Suche nach dem Wirklichen. Aus der Sicht eines Physikers („A la recherche du réel. Le regard d’un physicien“). Springer, Berlin 1983, ISBN 3-540-12058-0.
- Un atome de sagesse. Propos d’un physicien sur le réel voilé. Du Seuil, Paris 1982, ISBN 2-02-006118-X.
- Une incertaine réalité. Le monde quantique, la connaissance et la durée. Edition Gauthiers-Vilars, Paris 1985, ISBN 2-04-016404-9.
- Penser la science ou les enjeux du savoir. Dunod, Paris 1990, ISBN 2-04-018895-9.
- Georges d’Espagnat. Bibliothèque des arts, Paris 1990, ISBN 2-85047-156-9.
- Regards sur la matière des quanta et des choses. Fayard, Paris 1993, ISBN 2-213-03039-1 (zusammen mit Étienne Klein).
- Le Réel voilé. Analyse des concepts quantiques. Fayard, Paris 1994, ISBN 2-213-59310-8.
- Physique et réalité. Un débat avec Bernard d’Espagnat. Editions Frontières, Paris 1997, ISBN 2-86332-216-8.
- Ondine et les feux du savoir. Carnets d’une petite sirène. Stock, Paris 1998, ISBN 2-234-05032-4.
- On physics and philosophy („Traité de physique et de philosophie“). Princeton University Press, Princeton, N.J. 2006, ISBN 978-0-691-11964-9.

Aufsätze
- The Quantum Theory and Reality (PDF; 2,2 MB). In: Scientific American, Bd. 241 (1979), Heft 11, S. 158–181.
- Nonseparability and the Tentative Descriptions of Reality. In: Physics Report, Bd. 110 (1984), S. 201–264.